# Kirschsteiniothelia recessa
Kirschsteiniothelia recessa är en lavart som först beskrevs av Cooke & Peck, och fick sitt nu gällande namn av David Leslie Hawksworth. Kirschsteiniothelia recessa ingår i släktet Kirschsteiniothelia, klassen Dothideomycetes, divisionen sporsäcksvampar och riket svampar.   Inga underarter finns listade i Catalogue of Life.